# Olympische Winterspiele 2022/Teilnehmer (Haiti)
| Gelbes Symbol für Goldmedaillen mit stilisierten Olympischen Ringen | Graues Symbol für Silbermedaillen mit stilisierten Olympischen Ringen | Braundes Symbol für Bronzemedaillen mit stilisierten Olympischen Ringen |
| ------------------------------------------------------------------- | --------------------------------------------------------------------- | ----------------------------------------------------------------------- |
| —                                                                   | —                                                                     | —                                                                       |

Haiti nahm an den Olympischen Winterspielen 2022 in Peking mit einem Skirennfahrer zum ersten Mal in seiner Geschichte an Olympischen Winterspielen teil.

## Teilnehmer nach Sportarten

### Ski Alpin
| Athlet           | Wettbewerb   | 1. Lauf     | 1. Lauf | 2. Lauf       | 2. Lauf       | Gesamt        | Gesamt        |
| Athlet           | Wettbewerb   | Zeit        | Rang    | Zeit          | Rang          | Zeit          | Rang          |
| ---------------- | ------------ | ----------- | ------- | ------------- | ------------- | ------------- | ------------- |
| Männer           |              |             |         |               |               |               |               |
| Richardson Viano | Riesenslalom | DNF         | DNF     | ausgeschieden | ausgeschieden | ausgeschieden | ausgeschieden |
| Richardson Viano | Slalom       | 1:02,20 min | 42      | 57,74 s       | 33            | 1:59,99 min   | 34            |